# مدیریت ستادی و صفی
ستاد و صف (به انگلیسی: Staff and line) به انواع متفاوت کارکرد در یک سازمان گفته می‌شود. یک کارکرد صفی به کارکردی گفته می‌شود که مستقیماً یک سازمان را در کار اصلی‌اش به جلو می‌راند. این نوع کارکرد همواره شامل تولید و فروش و گاهی هم شامل بازاریابی است. از سوی دیگر یک کارکرد ستادی سازمان را با کارکردهای مشاوره‌ای سر پا نگاه می‌دارد. برای مثال مدیریت منابع انسانی، حسابداری، روابط عمومی، و ادارات حقوقی معمولاً از کارکردهای ستادی به‌شمار می‌روند. هر دوی این عبارت‌ها از ارتش و نیروهای مسلح ریشه گرفته‌اند.

## چرخهٔ سازمانی
سازمان‌ها به شکل فقط صفی آغاز می‌شوند، به شکلی که مدیر بر همه فعالیت‌ها کنترل مستقیم دارد. بعدها با رشد و گسترش سازمان، پست‌های ستادی به آن‌ها افزوده می‌شود.

## اختیار نسبی
مدیران صفی از اختیار کامل بر کسانی که زیر دست آن‌های هستند برخوردارند، ولی اختیار اصلی مدیران ستادی به شکل مشاوره‌ای است. کارکرد آن‌ها ساخت، توسعه، جمع‌آوری، و تحلیل اطلاعات است که در نهایت از طریق مشاوره به کارکنان صفی می‌رسد.
پست‌های ستادی می‌توانند چهار گونه از اختیار را داشته باشند.
1. اختیار مشورتی: که در آن مدیران صفی تصمیم می‌گیرند که از مدیران ستادی مشاوره بخواهند یا نه. همچنین تصمیم‌گیری در مورد اقدام پس از دریافت مشاوره نیز بر عهده مدیران صفی است.
2. مشاورهٔ اجباری: که در آن مدیران صفی باید از مدیران ستادی مشاوره دریافت کنند، ولی تصمیم‌گیری در مورد تأثیر دادن یا تأثیر ندادن این مشاوره در اقدام‌ها بر عهدهٔ خود مدیران صفی است.
3. مشاورهٔ همزمان: که در آن مدیران صفی بدون تأیید مدیران ستادی نمی‌تواند تصمیم‌گیری کنند.
4. مشاورهٔ کارکردی: که در آن مدیران ستادی اختیار رسمی و کامل در حوزهٔ تخصص خود دارند.[۴]

نظریه‌پردازان مدیریت پیشنهاد می‌کنند که استفاده از مشاورهٔ کارکردی برای مدیران ستادی به حداقل رسانده شود و تنها در مواردی از آن استفاده شود که مدیران صفی تخصصی نداشته باشند.
در بیشتر موارد تأثیرگذاری مدیران ستادی از دانش تخصصی و دسترسی بهترشان به مدیران ارشد ناشی می‌شود.

## کارکرد صف
مسئولیت‌های مدیران صف شامل به‌کار بستن و فعال‌سازی سیاست‌ها و عرف سازمان در خصوص کارکنان و در هماهنگی با اهداف و ارزش‌های اصلی آن سازمان است. فعالیت‌های اصلی آن‌ها در رابطه با کارکنان شامل موارد زیر است:
- استخدام و گزینش
- آموزش، سرپرستی، و نظارت کارکنان
- مدیریت عملکرد و ارزیابی
- انگیزه‌بخشی
- تیم‌سازی

بسیاری از فعالیت‌های مدیران صف با فعالیت‌های مدیران ستادی و منابع انسانی همپوشانی دارد. امروزه مدیران منابع انسانی به تدریج در حال تفویض اختیارات خود به مدیران صف هستند.

## کارکرد ستادی
به‌طور کلی ستادها را در سه رده تقسیم‌بندی می‌کنند.
1. ستاد شخصی: کارکنان این ستاد در جهت تسهیل کار و کمک به افراد خاص در سازمان استخدام می‌شوند. بسیاری از مدیران اجرایی به این علت ستاد شخصی دارند که از پرداختن به کارهای روزانه، جواب دادن به تلفن‌ها، تنظیم ملاقات‌ها، ماشین کردن نامه‌ها و … معاف باشند. ستاد شخصی فقط در مقابل مافوق خود (به‌طور معمول رئیس سازمان) مسئول است و اختیاری برای اعمال نظرات خود روی قسمت‌های دیگر سازمان ندارد.
2. ستاد تخصصی شامل متخصصان یک رشته خاص می‌شود که در کنار عده‌ای از مدیران صف کار می‌کنند تا کارایی سازمانی را افزایش دهند. ارتباط میان ستاد تخصصی و مدیران صف ممکن است ایجاب کند که این ستاد دارای اختیارات مشورتی، خدماتی، نظارتی یا وظیفه‌ای دربارهٔ فعالیت‌های صف باشد.
3. ستاد کل (یا ستاد عمومی، یا ستاد هماهنگی): این ستاد آن کارکنان است که وظیفهٔ اصلی‌شان برنامه‌ریزی، هماهنگی و طراحی عملیات است و به‌طور مستقیم با بالاترین مقام اجرایی سازمان ارتباط دارند. کار آنان جنبهٔ مشورتی دارد و هر نوع تصمیم‌گیری بر اساس توصیه‌ها و مشورت‌های آنان باید با تأیید و امضای بالاترین مقام اجرایی سازمان اتخاذ شود.

## چارچوب‌های ساختار سازمانی
چهارچوب سازمانی کلی عبارت است از:
1. سازمان صف:سازمان صف ساختاری که در آن از بالاترین سطح سازمان (مدیریت عالی) تا پایین‌ترین سطح کارکنان قدرت و جریان مستقیم وجود داشته باشد. این چارچوب ساده‌ترین ساختار سازمانی است. بین گروه‌ها در زنجیرهٔ سلسله مراتب ارتباط‌های عمودی مستقیم وجود دارد. خط‌های اختیار در آن روشن است، و تصمیم‌گیری در آن به سهولت رخ می‌دهد. همهٔ واحدهای این نوع سازمان عمل‌کننده‌اند، و فعالانه در تولید یا بازاریابی محصولات یا خدمات سازمان مشارکت دارند.
2. سازمان صف و ستاد: در این چارچوب برای توصیه و خدمت یا حمایت از مدیران صف به شیوه‌های مختلف از متخصصان استفاده می‌شود. متخصصان ستادی به کارایی سازمان کمک می‌کنند، اما اختیار آن‌ها معمولاً به ارایهٔ پیشنهاد به سازمان صف محدود است و این هر از گاه برخورد پدیدمی‌آورد. منابع انسانی، تحقیق و توسعه، و حسابرسی نمونهٔ وظیفه‌های ستادی هستند.
3. سازمان ستاد: گروهی از افراد شاغل را شامل می‌شود که برای رسیدگی به‌شماری مسایل مشخص گمارده شده‌اند. سازمان‌های ستادی ممکن است دایمی یا پایدار باشند که اغلب به کار مشاوره مشغولند، یا ممکن است موقت یا ناپایدار باشند، که صرفاً برای رسیدگی به یک وضعیت مشخص ایجاد می‌شوند. تعدادی از سازمان‌های ستادی که با عنوان کمیته‌های چند گانه شناخته می‌شوند، اختیار صدور دستور (نه فقط مشاوره) دارند، برای مثال کمیتهٔ اجرایی هیئت مدیره برای حقوق و مزایا.

## اختلاف بین صف و ستاد
یکی از مسائل عمده که همواره در سازمان‌ها به عنوان مشکلی برای مدیران مطرح است، روابط بین صف و ستاد و اختلافاتی است که در این روابط به وجود می‌آید. جامعه‌شناس آمریکایی ملویل دالتون این اختلاف را ناشی از «بلندپروازی چشمگیر رفتار فردگرایانهٔ مدیران ستادی،» سراسیمگی ایشان برای توجیه پست ستادی خود، و وابستگی مدیران ستادی بلندپایه به مدیران صفی می‌داند. دیگر نظریه‌پردازان می‌گویند که مدیران صفی گاه از مدیران ستادی متنفرند، چرا که مدیران ستادی معمولاً از مدیران صفی جوان‌تر و تحصیل‌کرده‌تر هستند. دیگران این اختلاف‌ها را ناشی از این می‌دانند که مدیران ستادی از نقش خود به عنوان حامی مدیران صفی آگاه نیستند. به‌طور کلی دلایل این اختلاف‌ها را می‌توان به شرح زیر ذکر کرد.
1. نبودن حدود مشخص و روشن برای وظایف هر یک از مدیران صف و ستاد.
2. عدم آگاهی مدیران صف و ستاد از وظایف یکدیگر.
3. اختیارات زیاد واحدهای صف که باعث می‌شود آن‌ها در مقابل اندیشه‌ها و طرح‌هایی که از طرف واحدهای ستاد برای تغییر ارائه می‌شود مقاومت کنند.
4. ارائه نشدن اطلاعات کافی و مستدل از طرف واحدهای ستاد به مدیران صف به منظور توجیه و متقاعد کردن آنان نسبت به طرح‌ها و پیشنهادها.
5. احراز مسئولیت‌های صف و ستاد توسط افرادی که صلاحیت‌های کافی ندارند.

کتاب‌های درسی مدیریت برای حل اختلاف بین صف و ستاد معمولاً بیان وابستگی این دو به هم و روشن ساختن نقش مدیران ستادی را پیشنهاد می‌کنند.
در کل در این کتاب‌ها برای بهبود روابط صف و ستاد، موارد زیر به‌طور خلاصه آورده شده‌است:
1. در انتخاب افراد صف و ستاد (مدیران و متخصصان) دقت کافی به عمل آید تا صلاحیت‌های لازم را داشته باشند.
2. حدود وظایف و اختیارات واحدها و مدیران صف و ستاد به صورت هر چه دقیق تر و روشن‌تر تعیین و مشخص گردد.
3. وظایف تکراری که می‌تواند زمینهٔ تداخل اختیارات و وظایف صفی و ستادی را فراهم آورد و مدیریت را مختل سازد، حذف گردد.
4. کوشش شود تا مدیران صف و ستاد با وظایف خود و طرف مقابل خود آشنایی کامل داشته باشند و در رعایت حدود این وظایف بکوشند.
5. سعی شود تا مدیران صف و ستاد جلسه‌ها و برنامه‌های مشترک داشته باشند.
6. مدیران صف تا حد امکان به استفاده از نظرات و پیشنهادهای متخصصان و واحدهای ستادی ملزم شوند.
7. از چرخش مشاغل به منظور آشنایی بیشتر مدیران صف و ستاد از کار و وظایف و مشکلات یکدیگر استفاده شود.

## کاهش کارکردهای ستادی
فارغ‌التحصیلان ام‌بی‌ای معمولاً علاقه دارند در پست‌های ستادی به کار گرفته شوند تا با استفاده از مهارت‌های تحلیلی خود به مدیران صفی مشاوره دهند. با این حال نظریه‌پردازان مدیریت بر این باورند که سازمان‌ها باید استفاده از پست‌های ستادی را به حداقل برسانند، چرا که این پست‌ها هزینه‌ها را افزایش می‌دهند و مستقیماً در رسیدن به اهداف سازمان کمکی نمی‌کنند.
امروزه بسیاری از سازمان‌ها، به ویژه سازمان‌های کوچکتر، فعالانه به سوی ساختاری حرکت می‌کنند که در آن صف-ستاد مرز مبهم‌تری داشته باشد و بیشتر ترکیبی یا ماتریسی باشد.

## نوشتار مرتبط
- ساختار سازمانی